# EiskaltDC++
EiskaltDC++ — вільний багатоплатформний клієнт файлообмінної мережі Direct Connect, написаний з використанням Qt.

## Історія
Історія проекту почалася в липні 2009-го року, зі створення мода Valknut — Valknut-mod. Після досить тривалої розробки мода, розробка Valknut-mod була зупинена, а всі наступні зміни стали відбуватися в форкі, що отримав назву EiskaltDC. Назва клієнта утворилося з назви пісні німецького гурту Eisbrecher — Eiskalt Erwischt. Через декілька місяців розробники вирішили, що використовувана в Valknut як ядро бібліотека dclib застаріла і не відповідає сучасним стандартам, у зв'язку з чим було прийнято рішення про перехід на ядро яке використовується в клієнті DC++, що спричинило за собою повне переписування коду клієнта. Переписаний клієнт отримав назву EiskaltDC++, став базуватися на ядрі DC++ і підтримувати крім протоколу Direct Connect, протокол ADC. В EiskaltDC++ немає коду з старого EiskaltDC, єдине що пов'язує ці два клієнти — це спільні автори.

## Можливості
- Багатопотокове скачування (скачування фрагментів одного файлу відразу з декількох джерел)
- Пошук з можливістю групування результатів
- Чорний список для результатів пошуку
- Підтримка UPnP
- Підтримка прив'язки до мережного інтерфейсу/адресу
- Можливість використання бічного дока із списком віджетів, багаторядкової панелі табів або однорядковою панелі з табами
- Підтримка PFSR (partial file sharing) (користувачі можуть качати з вас частини файлу, який ви самі ще не повністю скачали, аналогічно ви можете качати з інших користувачів частково завантажені ними файли)
- Списки відданого/завантаженого
- Можливість автооновлення зовнішнього IP через DynDNS
- Обрані/публічні хаби
- Обрані користувачі (автоматично видавати слот, опис, час останнього відвідування)
- Багатомовний інтерфейс
- IP-фільтр
- Анти-спам
- Пошуковий шпигун
- Перевірка орфографії (з використанням Aspell)
- Ведення логів
- Фільтрація в списку користувачів, в результатах пошуку, в файл-сторінках, у публічних хабах
- Повнофункціональний чат (розфарбовування ніків, парсинг магнетів, посилань, смайли, пошук в чаті, команди чату)
- Автоматична зміна розміру рядка введення в чатах (Shift + Enter для переносу рядка)
- Користувацькі команди